# Крупа-на-Уні
Крупа-на-Уні (серб. Општина Крупа на Уни) — боснійська громада, розташована в регіоні Прієдор Республіки Сербської. Адміністративним центром є село Доні-Дубовік.